# ماركوس جونسون (لاعب كرة قدم)
ماركوس جونسون (بالسويدية: Markus Jonsson)‏ هو لاعب كرة قدم سويدي في مركز ظهير ‏، ولد في 9 مارس 1981 في فاكسيو في السويد. شارك مع منتخب السويد لكرة القدم. أما مع النوادي، فقد لعب مع أيك سولنا ونادي أوسترس ونادي بانيونيوس ونادي بران.

## وصلات خارجية
- ماركوس جونسون على موقع اتحاد السويد (السويدية)
- ماركوس جونسون على موقع قاعدة بيانات كرة القدم.إي يو (الإنجليزية)
- ماركوس جونسون على موقع ناشيونال فوتبول تيمز (الإنجليزية)
- ماركوس جونسون على موقع عالم كرة القدم.نت (الإنجليزية)